# 大黑毛肩長蝽
大黑毛肩長蝽（学名：Neolethaeus assamensis）为長蝽科毛肩長蝽屬下的一个种。其种加词“assamensis”意为“印度阿萨姆邦的”。